# Agripina (arna)
|  | Per a altres significats, vegeu «Agripina». |

L'agripina o papallona mussol (Thysania agrippina) és una espècie de lepidòpter ditrisi de la família dels erèbids (Erebidae). És una arna de gran mida, amb una envergadura de fins a 35 cm, sent un dels lepidòpters més grans, per bé que la papallona atles (Attacus atlas), té major àrea alar.

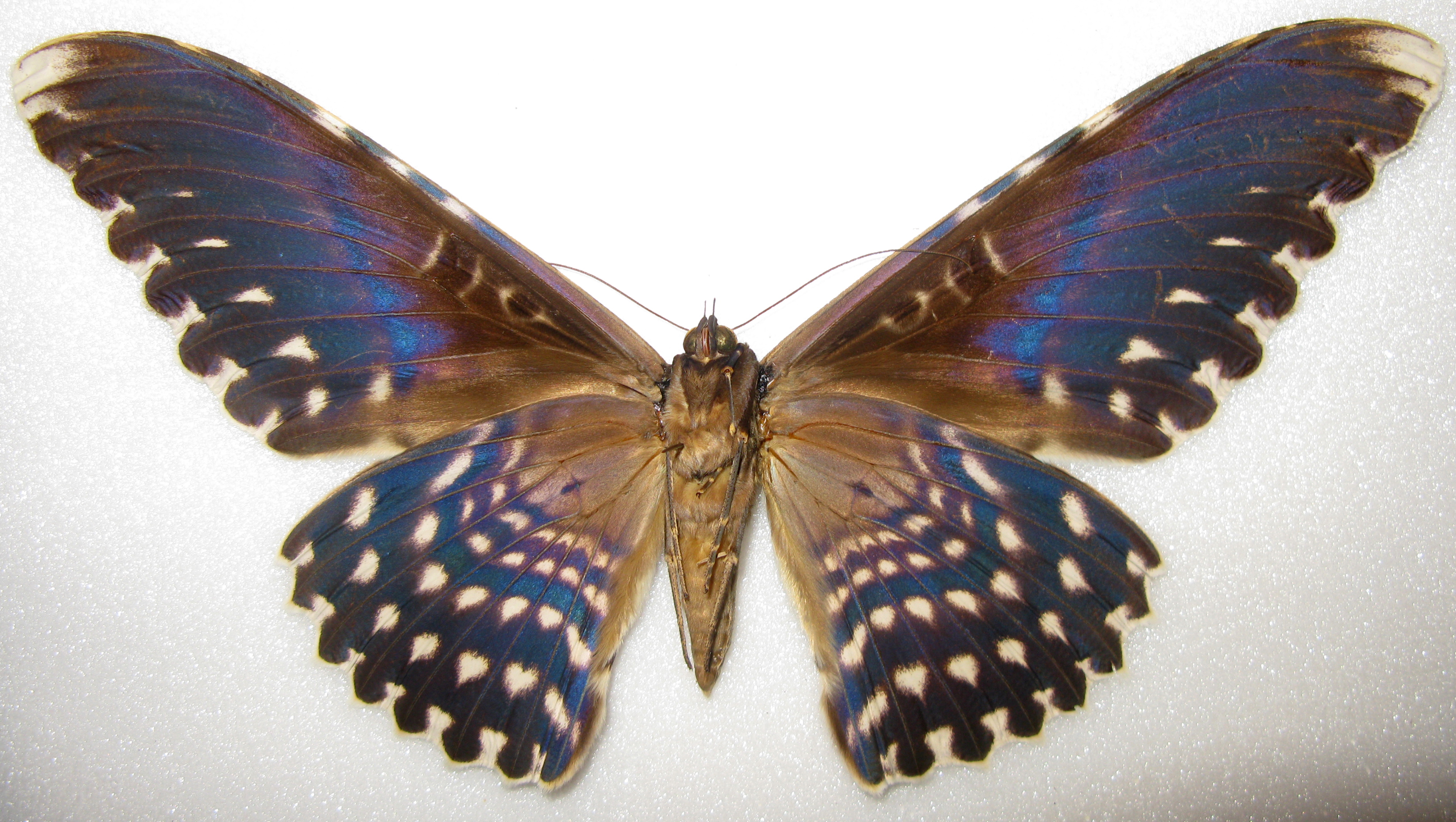
Thysania agrippina, revers
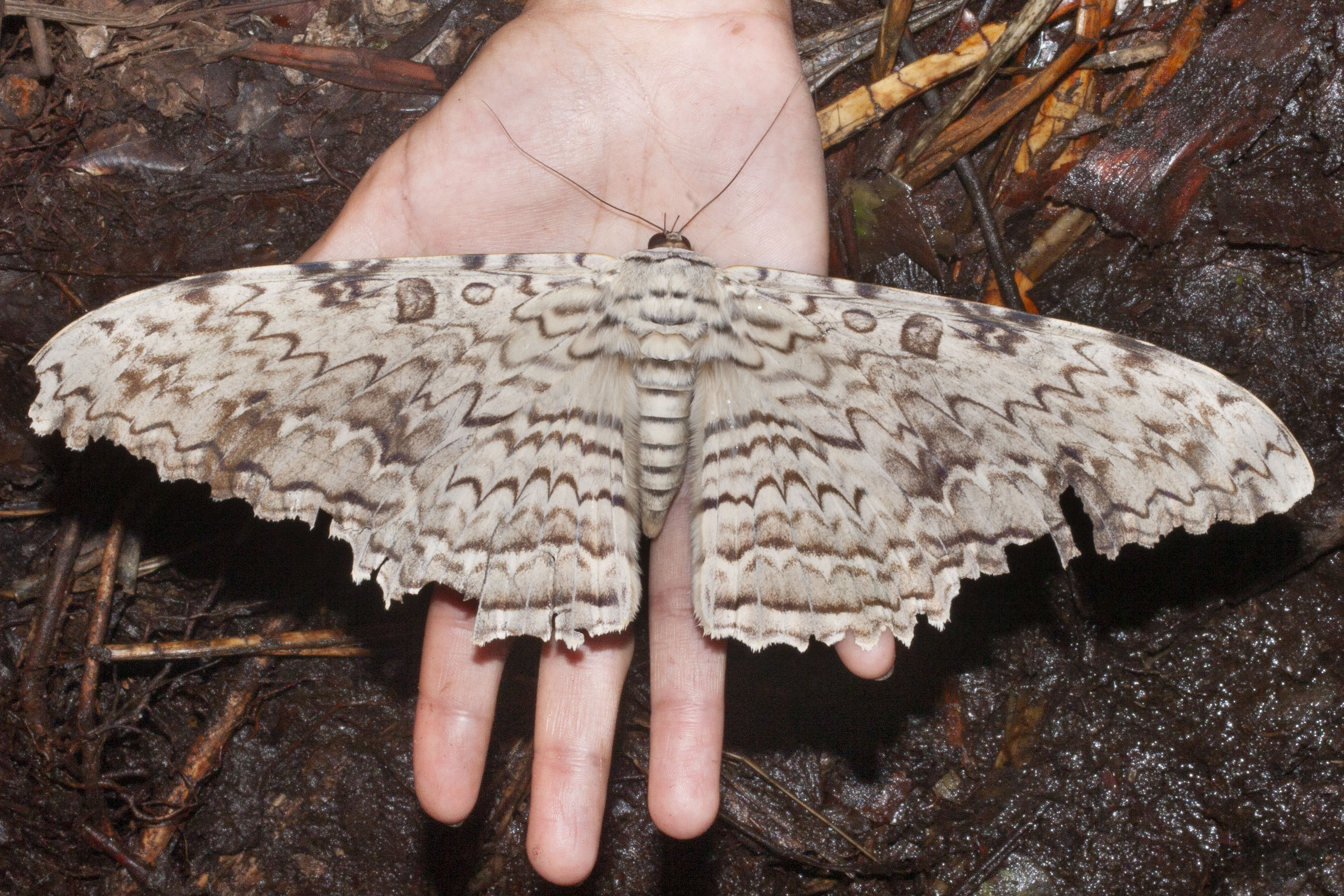
Thysania agrippina
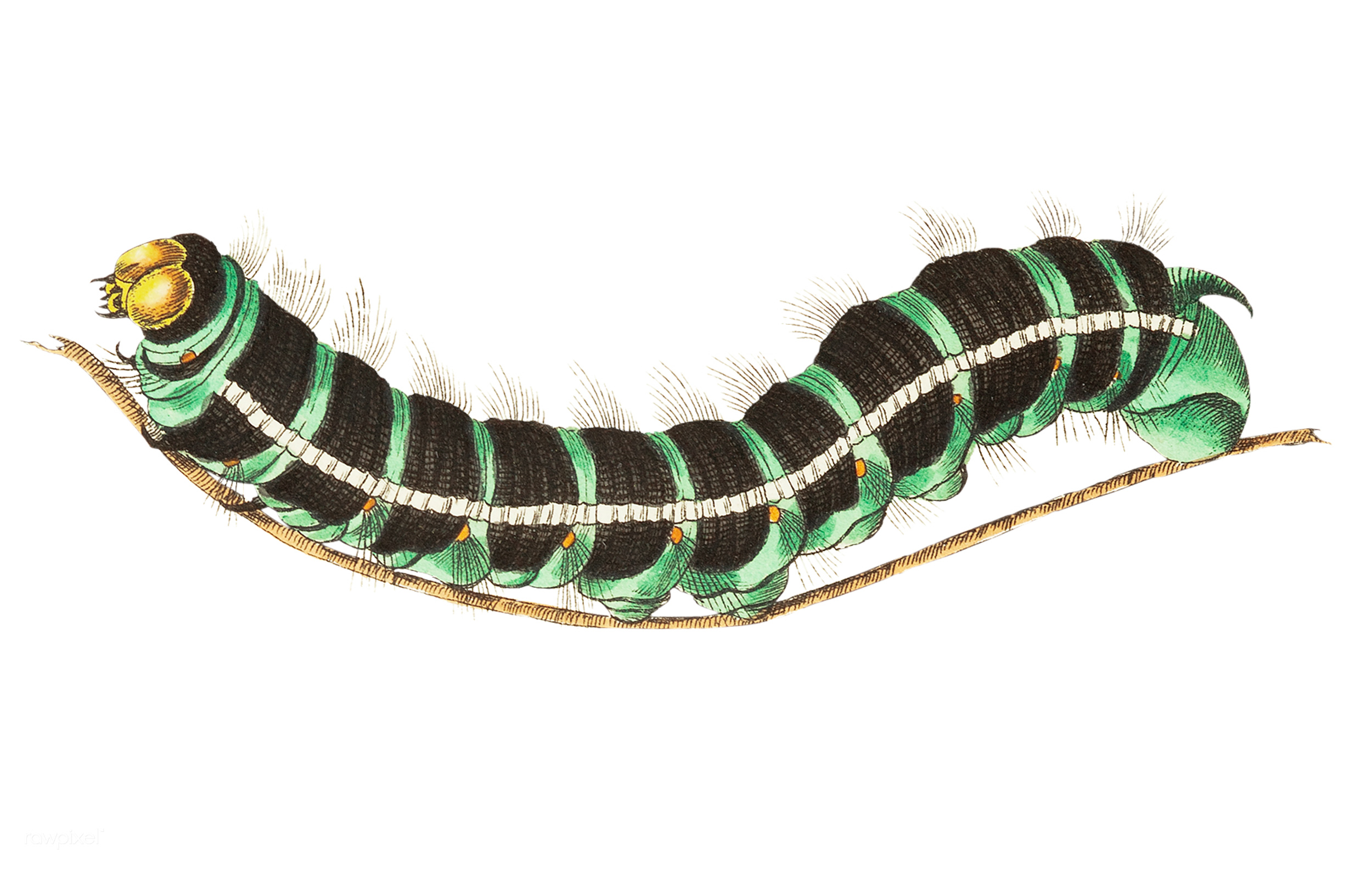
Eruga de Thysania agrippina